# Linda Partridge
Linda Partridge, född 18 mars 1950 , är en brittisk genetiker som studerar åldrandets biologi och genetik (biogerontologi) samt åldersrelaterade sjukdomar, såsom Alzheimers sjukdom och Parkinsons sjukdom. Partridge är för närvarande Weldonprofessor i biometri vid Institute of Healthy Aging, Research Department of Genetics, Evolution and Environment, University College London, och grundande chef för Max Planck Institute for the Biology of Aging i Köln i Tyskland.  

## Utbildning
Partridge utbildade sig vid Convent of the Sacred Heart School i Tunbridge Wells  och därefter vid Oxfords universitet, där hon först avlade magisterexamen och sedan doktorsexamen.

## Karriär
Efter att ha avslutat sin forskarutbildning vid Oxfords universitet inledde Partridge sina postdoktorala studier vid Yorks universitet. 1976 flyttade hon till Edinburghs universitet där hon blev professor i evolutionsbiologi. 1994 flyttade hon till University College London (UCL) som Weldonprofessor i biometri. Mellan 2007 och 2019 var hon chef för Institute of Healthy Aging. 2008 blev Partridge även chef för Max Planck Society och direktör för Max Planck Institute for Biology of Aging i Köln, Tyskland.

## Utmärkelser
1996 utsågs Partridge till Fellow of the Royal Society (FRS) och 2003 utnämndes hon till Commander of the British Empire (CBE). 2005 utsågs även hennes make, Michael J. Morgan, till FRS. 2004 valdes Partridge in i Academy of Medical Sciences  och 2008 tilldelades hon den presitgefyllda Darwin-Wallace-medaljen av Linnean Society of Londons. 2009 utnämndes hon till Dame Commander of the Order of the British Empire (DBE),  och hon tilldelades också Croonian Lectureship från Royal Society. 
I mars 2009 fick hon utmärkelsen Women of Outstanding Achievement av den engelska organisationen UK Resource Center, för hennes arbete.
År 2010 tilldelades Partridge Foreign Honorary Membership vid American Academy of Arts and Sciences.
Hon har också tilldelats Honorary Degrees (DSc) från St Andrews universitet (2004), Oxfords universitet (2011) , Baths universiet (2011),  Brightons universitet (2012) , Kents universitet (2017), Edinburghs universitet (2017), Imperial College London (2019) och East Anglias universitet (2019).